# RTP3
A RTP3 é o canal televisivo da RTP – Rádio e Televisão de Portugal dedicado exclusivamente à informação e conteúdos relacionados. Foi o primeiro canal de televisão temático do grupo de média público, tendo iniciado as suas emissões a 31 de maio de 2004, com o nome "RTPN." Em 2011, o canal passou a designar-se "RTP Informação". Possui a atual designação desde 5 de outubro de 2015. O embrião da RTP3 foi a NTV, um canal nacional disponível em plataformas pagas e criado a 15 de outubro de 2001.
A RTP3 é um canal de informação dirigido à totalidade do território português (a Portugal Continental, ao arquipélago da Madeira e ao arquipélago dos Açores). No seu perfil, a RTP3 assume que os seus programas pretendem ser baseados "na descoberta e no conhecimento", sendo um canal dedicado a "um público mais exigente". A RTP3 tem emissão exclusiva (ou seja, não partilhada em simultâneo com mais nenhum canal, neste caso a RTP1) entre as 10h e as 5h59 e dedica, à semelhança dos seus concorrentes diretos (SIC Notícias, CNN Portugal e News Now) e do canal CMTV (um concorrente indireto), boa parte dessa emissão a diretos a partir de locais onde "a notícia acontece", entre as 10h e as 21h, no mínimo.
Desde o início das suas emissões até 30 de novembro de 2016, o canal apenas esteve disponível em plataformas pagas de cabo e satélite. A partir de 1 de dezembro de 2016, a RTP3 passou a estar disponível também em sinal aberto, na TDT. É o único canal noticioso presente na TDT.
Para além de Portugal, a RTP3 é disponibilizada em Espanha, em França, na Alemanha, nos Países Baixos, no Luxemburgo e na Suíça, assim como na rede de televisão digital terrestre de Cabo Verde.

## História

### 2001 - 2004: NTV
A NTV (pertencente à Porto TV, Informação e Multimédia S.A.) foi o segundo canal português com foco regional da televisão por cabo - depois do Canal de Notícias de Lisboa, susbtituído em janeiro de 2001 pela SIC Notícias -, tendo sido vocacionado para a região norte do país e sendo produzido a partir do Porto. Foi criada a partir de uma joint-venture entre a PT Multimédia, a Lusomundo e a Radiotelevisão Portuguesa. As suas emissões iniciaram-se a 15 de outubro de 2001, assumindo-se como um canal de informação nas suas mais diferentes áreas. A NTV transmitia para todo o território português através da plataforma TVCabo, a única operadora de televisão por assinatura que cobria todo o país na altura. Ao longo do tempo, a RTP assumiu um papel cada vez mais preponderante na NTV.

### 2004 - 2011: RTPN
Depois da compra da NTV pela RTP, em 2002, nasce a 31 de maio de 2004 o primeiro canal temático da RTP. A RTPN estreou programação própria de 24 horas por dia a 29 de setembro de 2008. Até então, a RTPN transmitia a emissão da Euronews durante a madrugada e manhã. A partir de meados de 2009, a RTPN passou a estar disponível fora de Portugal, através de operadores de TV paga de Angola e Moçambique.

### 2011 - 2015: RTP Informação
A partir de 19 de setembro de 2011, a RTPN foi relançada como RTP Informação. Segundo o então Diretor de Informação da RTP, Nuno Santos, em entrevista em maio do mesmo ano, os planos da estação pública eram que o canal noticioso da Rádio e Televisão de Portugal se tornasse na marca de informação mais forte em Portugal na televisão por cabo "até ao final de 2012" (o que não veio a verificar-se, ficando o canal sempre atrás da SIC Notícias).

### 2016 - presente: RTP3 e entrada na TDT
A 10 de julho de 2015, o diretor de informação da RTP, Paulo Dentinho, anunciou que o canal informativo da estação pública iria mudar de nome. A 15 de setembro de 2015, foi confirmado por Daniel Deusdado, diretor de programas da RTP, que a RTP3 arrancaria a 5 de outubro de 2015, estreando uma nova identidade e imagem, o que veio a confirmar-se.
A 23 de junho de 2016, o governo português aprovou o alargamento da TDT para 4 novos canais. Até à data de janeiro de 2022, apenas dois desses 4 espaços de emissão foram alargados, sendo ambos ocupados por canais da RTP, a RTP3 e a RTP Memória, que à meia-noite do dia 1 de dezembro de 2016 passaram, tal como previsto, a emitir na 6ª e 7ª posição da TDT, respetivamente. Foi acordado que a RTP3 e a RTP Memória, ao entrarem na TDT, não poderiam ter publicidade. Desse modo não prejudicariam comercialmente os canais privados (SIC e TVI). Embora nas plataformas de TV paga os dois canais temáticos da RTP continuem com publicidade, na TDT os espaços publicitários são substituídos por divulgação cultural. Nos intervalos do Bom Dia Portugal - e enquanto na RTP1 o programa é intercalado com publicidade comercial -, na RTP3 são emitidos magazines curtos, independentemente da plataforma.
A RTP3 HD surge a 8 de junho de 2021 na Vodafone, a 15 junho na MEO e a 8 de julho de 2021 na NOS.
Pelo menos desde o fim da década de 2010 - apenas com um interregno durante os primeiros meses de 2022, que se deu por razões desconhecidas - que a RTP3 é o único canal disponível na RTP Play - a plataforma de TV e rádio online da RTP -, de entre os nove canais de TV permanentes lá presentes -, que, na sua versão browser, permite que o espectador recue na sua emissão (mais precisamente até uma hora e meia antes da emissão em direto). Na aplicação móvel da RTP Play o recuo apenas chega a cerca de um minuto. Contudo, na versão browser da RTP Play continua a ser possível pausar a emissão da RTP3 e retomá-la na posição em que ficou.
O canal de informação da RTP festejou 20 anos a 15 de outubro de 2021, com diretos e reportagens. Esta celebração teve em conta o início de emissões da NTV, em 15 de outubro de 2001, uma vez que a RTPN - ou seja o canal com a "identidade RTP" e totalmente detida pelo empresa pública de difusão audiovisual - apenas surgiu em maio de 2004. A propósito desse aniversário, foi anunciada um nova imagem para os noticiários diários do canal - assim como para os noticiários da RTP1 - em cooperação entre a RTP e a Itsanashow Creative Studio. Essa imagem teve a sua estreia a 25 de outubro de 2021.
A informação sobre assuntos nacionais e internacionais ocupa a maior parte do espaço da grelha, com um forte foco nos diretos entre o início do dia e o horário nobre (tal como os concorrentes SIC Notícias e CNN Portugal e o "semi-concorrente" CMTV). Esta matriz de programação acontece sobretudo de segunda a sexta-feira. A RTP3 possui também um programa de informação regional (Eixo Norte Sul) - emitido em direto à tarde - e espaços de informação sobre o continente africano. Também reemite os telejornais regionais da RTP Açores e RTP Madeira, de madrugada. Para além dos espaços noticiosos, a RTP3 transmite magazines, programas culturais e programas de debate. A RTP3 também chegou a transmitir uma edição semanal do programa Amanpour, da CNN. O programa Fareed Zakaria GPS, também da CNN, foi igualmente transmitido pelo canal informativo da RTP, entre 2019 e 2021, sendo que o programa de Fareed Zakaria foi transmitido pela última vez pela RTP3 na última semana antes do início de emissões da CNN Portugal, que só passou a incluí-lo na sua grelha vários meses depois, em meados de 2022. O Last Week Tonight with John Oliver também foi transmitido na RTP3, de 2015 a 2019. Em setembro de 2024, parte do horário das 20h às 21h (hora de transmissão, na RTP1, do Telejornal), no qual até então eram emitidos documentários, passou a ser ocupado pelo The Daily Show (que em Portugal foi transmitido SIC Radical e da SIC Notícias durante as décadas de 2000 e 2010), de terça a sexta-feira.

## Audiências
Apesar de ser o único canal de cunho informativo que emite em sinal aberto para o território português (se não contarmos com as emissões gratuitas da SIC Notícias e da CNN Portugal através dos respetivos sites e das respetivas aplicações), a RTP3 é menos vista que dois dos seus concorrentes diretos, a SIC Notícias e a CNN Portugal. Se juntarmos a esta equação a CMTV, um canal generalista - disponível também apenas em operadoras de TV pagas - que preenche a maior parte da sua emissão com programas noticiosos de teor sensacionalista, a RTP3 continua a ser o canal menos assistido (até porque a CMTV é, por larga margem, o canal mais visto dos quatro). Já vários anos antes da substituição da TVI24 pela CNN Portugal, a RTP3 era o canal menos visto entre os canais noticiosos da RTP, da SIC e da TVI. Antes do surgimento da TVI24 (2009) e da CMTV (2013), o canal noticioso da RTP (com o nome "RTPN", até 2011, e "RTP Informação", depois desse ano) ficou sempre atrás da SIC Notícias em termos de audiência e rating. De ressalvar que esses mesmos números dizem respeito às emissões lineares dos referidos canais, em direto ou em VOSDAL.
Em junho de 2024, poucos dias depois de o canal noticioso News Now, da Medialivre - dona também da CMTV -, ter iniciado as suas emissões, Nicolau Santos, presidente do Conselho de Administração da RTP, defendeu, numa comissão parlamentar de Cultura, Comunicação, Juventude e Desporto, que havia a necessidade de uma "refundação da RTP3" e que havia "um problema" no canal, visto que o mesmo concorre com outros canais e perde para os mesmos. Santos referiu também que, quando a sua equipa iniciou funções na RTP, "havia uma política de pagamento a comentadores que era manifestamente surpreendente".

## Controvérsias e críticas
Em fevereiro de 2006, a jornalista da RTP Maria João Barros entrou em direto na então RTPN para cobrir uma visita-surpresa de Jorge Sampaio - que em 2003 havia vetado a reelevação de Canas de Senhorim a concelho - a Nelas. Durante esse mesmo direto, habitantes de Canas de Senhorim apuparam o então Presidente da República. Mais tarde, a jornalista foi contactada pelos coordenadores da RTPN para não voltar a passar essas imagens. Maria João Barros anunciou que iria expor o caso ao Conselho de Redação da RTP. Luís Marinho, o Diretor de Informação da RTP na altura justificou a decisão que [a RTP não devia]  divulgar insultos ao Presidente da República".
Em janeiro de 2022, a Comissão de Trabalhadores da RTP considerou que a influência da Federação Portuguesa de Futebol na RTP era "excessiva", mencionando as habituais interrupções de documentários estrangeiros (e outro tipo de programas estrangeiros, como o de Christiane Amanpour) e programas culturais nacionais que passavam na RTP3 enquanto eram emitidos o Jornal da Tarde e o Telejornal na RTP1, no horário 13h00-13:59 e 20h00-20h59, respetivamente, assim como a exagerada atenção dada ao canal a diretos relacionados com o mundo do futebol: «Se uma reportagem sobre o Estado Islâmico na RTP 3 (sic) é interrompida e durante mais de duas horas a emissão fica tomada pela saída do treinador do Benfica, sem explicações ao público que seguia a reportagem; se essa grosseria atrai a crítica do escritor Valter Hugo Mãe e certamente de mais espetadores, voltamos a engolir em seco».
Outro exemplo do grande foco que o canal dá ao futebol está no facto de, quando se realizou o Campeonato Mundial de Futebol FIFA de 2022, a RTP3 ter emitido praticamente todos os dias um espaço dedicado a esse mesmo evento, Noites do Mundial, entre as 20:45 e as 22:30, adiando o principal noticiário do canal, o 360, para as 22:30, ou de ter emitido um programa, RTP Qatar 2022 - que antecedeu o jogo de abertura do campeonato - em simultâneo com a RTP1.

## Sistema de classificação
A RTP, a SIC a e TVI utilizam uma sinalização de emissão que foi criada a 20/02/2012, visando proporcionar aos consumidores de televisão um guia de escolha de programação adequada à sua idade e, aos educadores, uma orientação sobre o visionamento de programas. A presente versão do documento está em vigor desde 1 de julho de 2014. 
|  | Nível 1 - TODOS \| Programas destinados a todos os públicos. |  |  | Nível 2 - 10AP \| Programas destinados a espectadores com 10 ou mais anos de idade, sendo recomendável o aconselhamento por parte dos pais em caso de assistência por espectadores com menos de 10 anos de idade. |  |  | Nível 3 - 12AP \| Programas destinados a espectadores com 12 ou mais anos de idade, sendo recomendável o aconselhamento por parte dos pais em caso de assistência por espectadores com menos de 12 anos de idade. |  |  | Nível 4 - 16 \| Programas destinados a espectadores com 16 ou mais anos de idade. O conteúdo destes programas pode revelar-se suscetível de influir de modo negativo na formação da personalidade de crianças e adolescentes. |  |